# Elatostema inaequifolium
Elatostema inaequifolium är en nässelväxtart som beskrevs av Adolph Daniel Edward Elmer. Elatostema inaequifolium ingår i släktet Elatostema och familjen nässelväxter. Inga underarter finns listade i Catalogue of Life.